# Sztuka (czasopismo)
SZTUKA – ilustrowane czasopismo poświęcone polskiej sztuce współczesnej oraz krytyce i eseistyce plastycznej. Prezentujące i popularyzujące na swych łamach aktualne i nowatorskie dokonania w malarstwie, rzeźbie i dyscyplinach pokrewnych jak scenografia, animacja, działania w przestrzeni, ogólnie określane jako tzw. sztuka „czysta”, propozycyjna (w odróżnieniu od sztuki użytkowej).
Od 1974 do 1990 ukazujące się jako dwumiesięcznik, w latach 1991–2006 w formułach miesięcznika, kwartalnika, a na koniec rocznika. W 2020 ukazał się numer specjalny SZTUKA 2019 oraz powstała wersja internetowa czasopisma.
Wydawana w latach 1974–1990 przez Krajową Agencję Wydawniczą, 1991–2004 Studio Wydawnicze SZTUKA, od 2005 Stowarzyszenie Artystyczne SZTUKA.
W latach 1974–1980 redaktor naczelny Krzysztof Kostyrko, w roku 1981 (numery 3/81 i 4/81) Wojciech Cesarski, od 1984 Andrzej Skoczylas. Po śmierci Andrzeja Skoczylasa w 2020 funkcję redaktora naczelnego wydania internetowego SZTUKI objął Maciej von Klinkoff-Podstolski, który od 2024 roku pełni rolę redaktora naczelnego całego czasopisma.
Powstało z przekształcenia powstałego w 1946 Przeglądu Artystycznego, organu Związku Polskich Artystów Plastyków.
Współpracowali z redakcją SZTUKI m.in.: Stefan Morawski, Krzysztof Teodor Toeplitz, Jerzy Adamski, Tadeusz Nyczek, Bożena Kowalska, Władysław Loranc, Jerzy Zanoziński, Michalina Olszańska.